# Syed Ahmed Khan
Syed Ahmad bin Muttaqi Khan znany jako Sir Syed, urdu سید احمد خان (ur. 17 października 1817 w Delhi, zm. 27 marca 1898 w Aligarh) – indyjski muzułmanin, pragmatyk, reformator islamu i filozof. Rycerz Komandor Orderu Gwiazdy Indii.

Do not show the face of Islam to others; instead show your face as the follower of true Islam representing character, knowledge, tolerance and piety. ~ Sir Syed Ahmed Khan (pol. Nie pokazuj oblicza islamu innym, zamiast tego pokaż Twoje oblicze jako wyznawcy prawdziwego islamu, którego cechuje charakter, wiedza, tolerancja i pobożność.

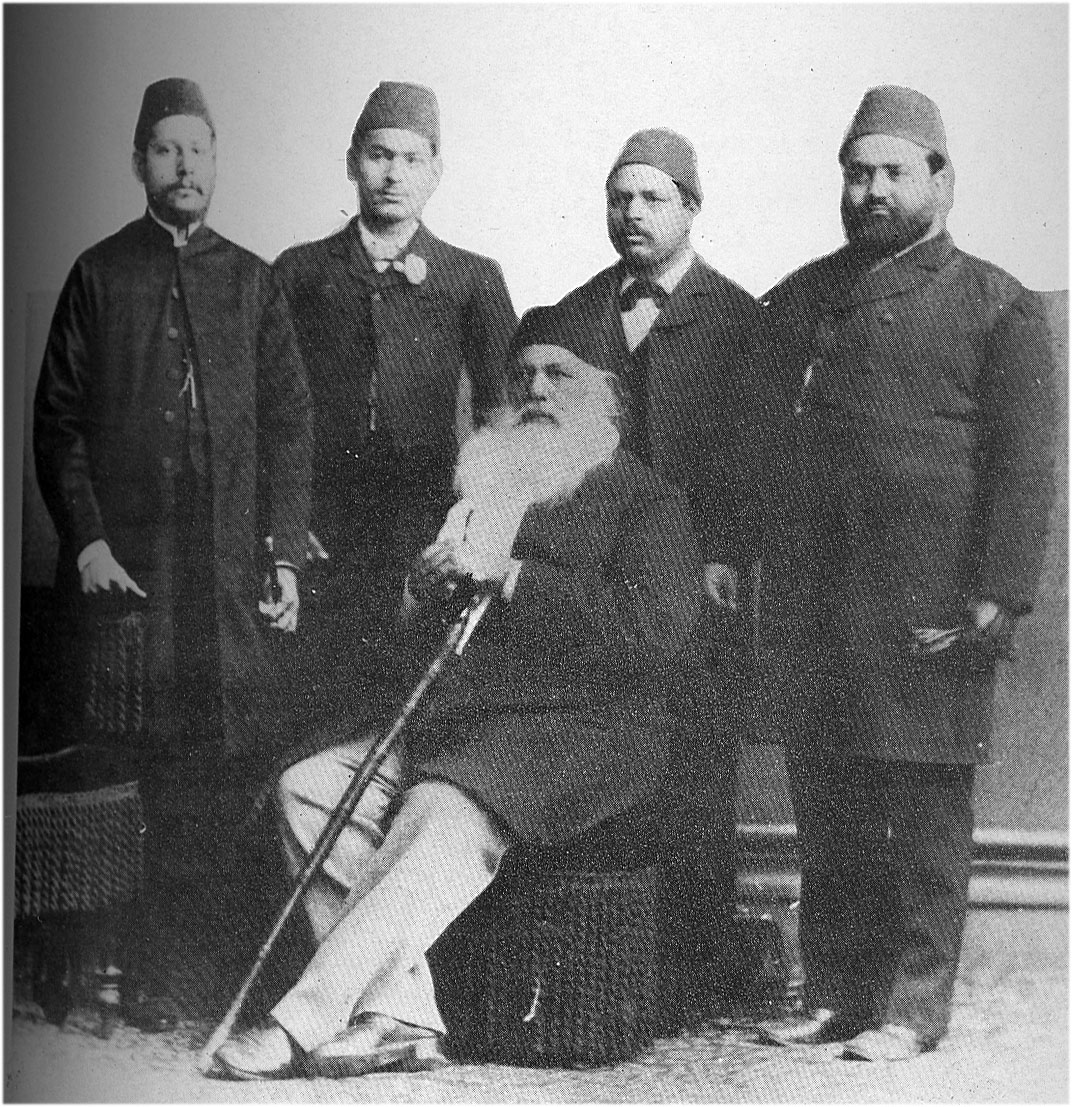
Sir Syed Ahmed Khan w Pendżabie